# Atalaia (Vila Nova da Barquinha)
Atalaia es una freguesia portuguesa del concelho de Vila Nova da Barquinha, con 14,39 km² de superficie y 1.735 habitantes (2001). Su densidad de población es de 120,6 hab/km².
Fue villa y sede de concejo entre 1213 y 1839. El concejo estaba constituido solo por la villa. 

## Patrimonio
- Necrópolis de la Edad de Bronce.
- Iglesia de Atalaia, con pórtico renacentista y un conjunto interno que da realce a los azulejos de principios del siglo XVII.

## Galería

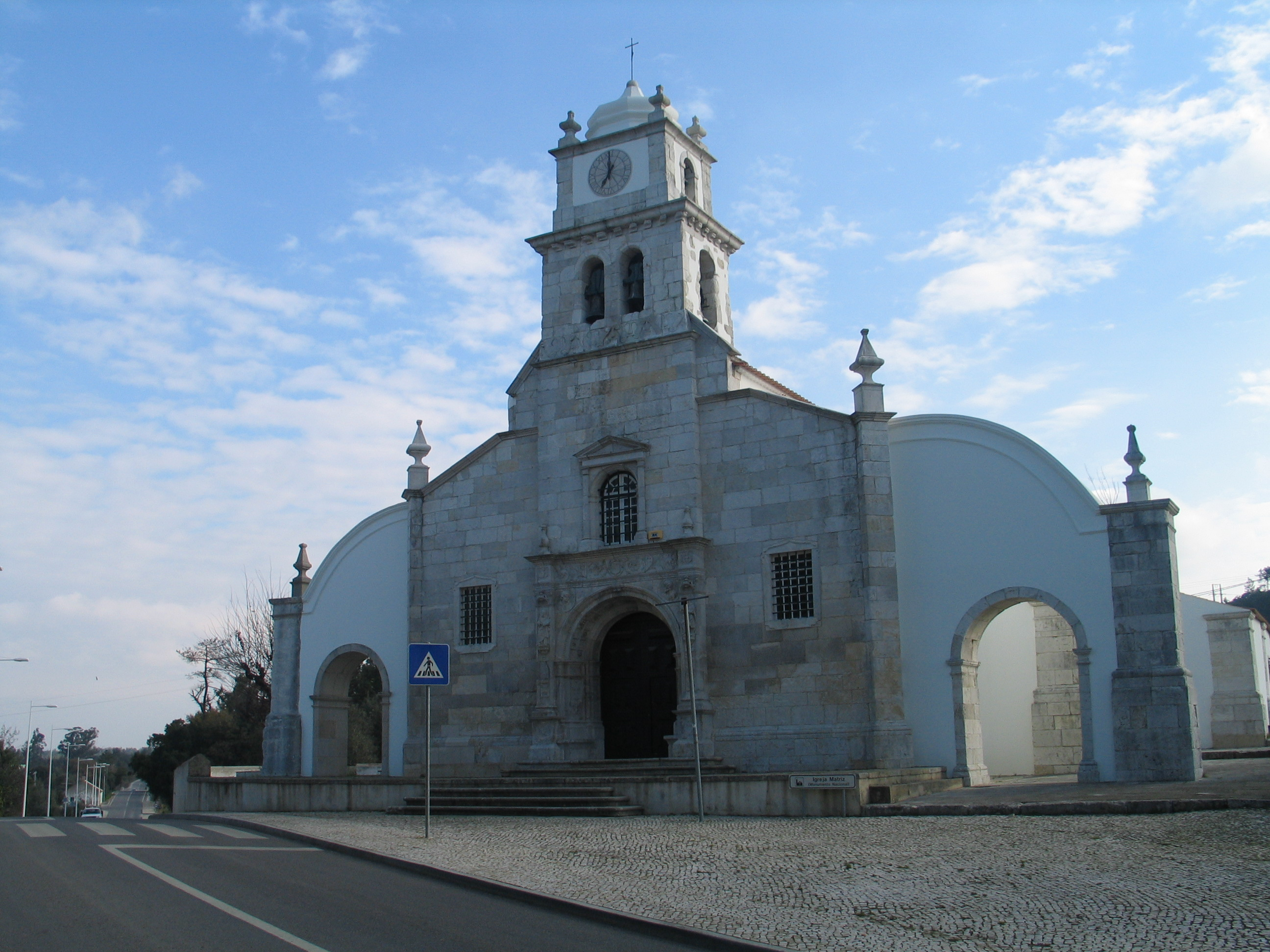
Iglesia da Atalaia